# Sztuka barokowa w Polsce

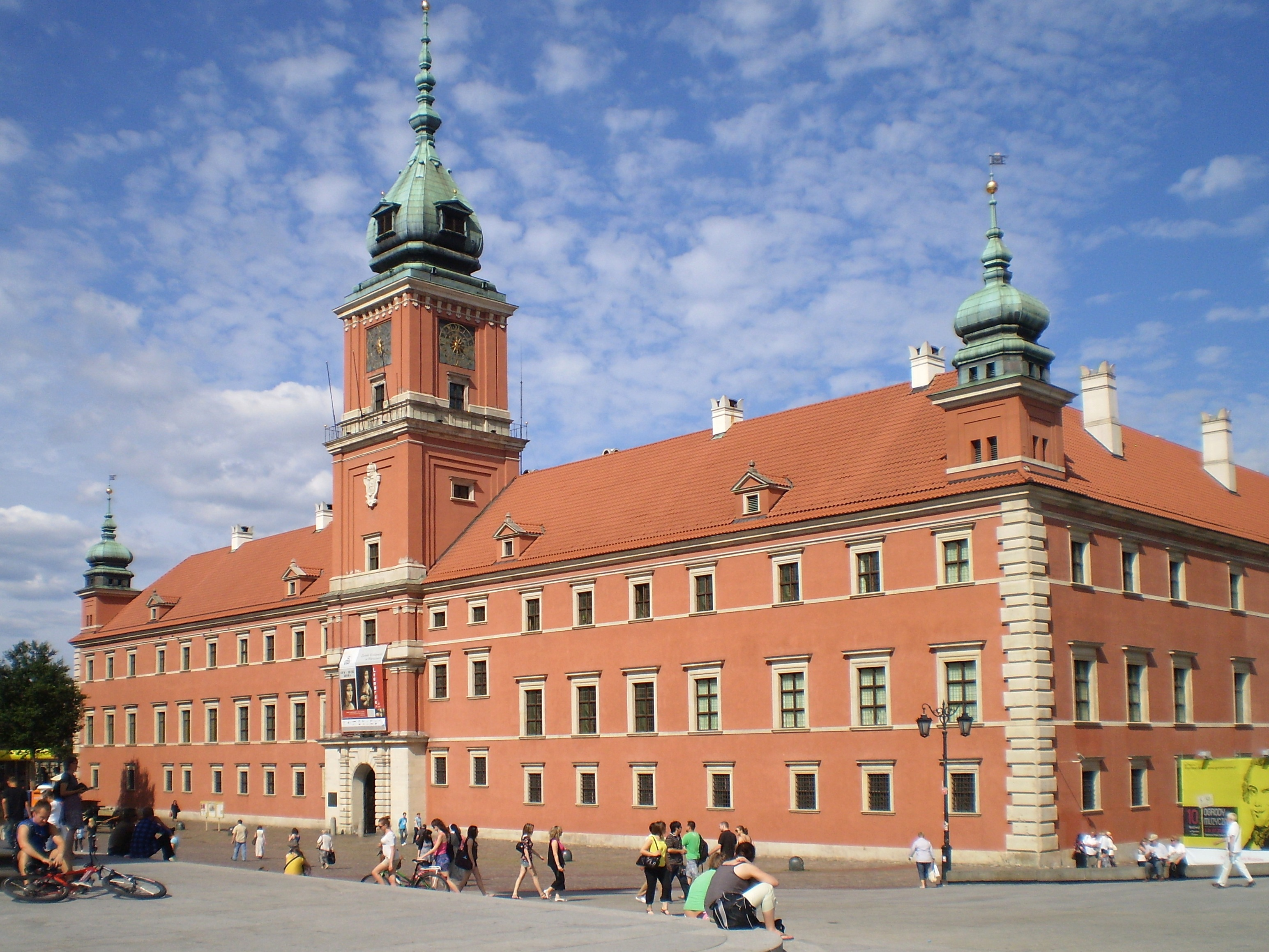
Fasada barokowa Zamku Królewskiego w Warszawie 1614–1619

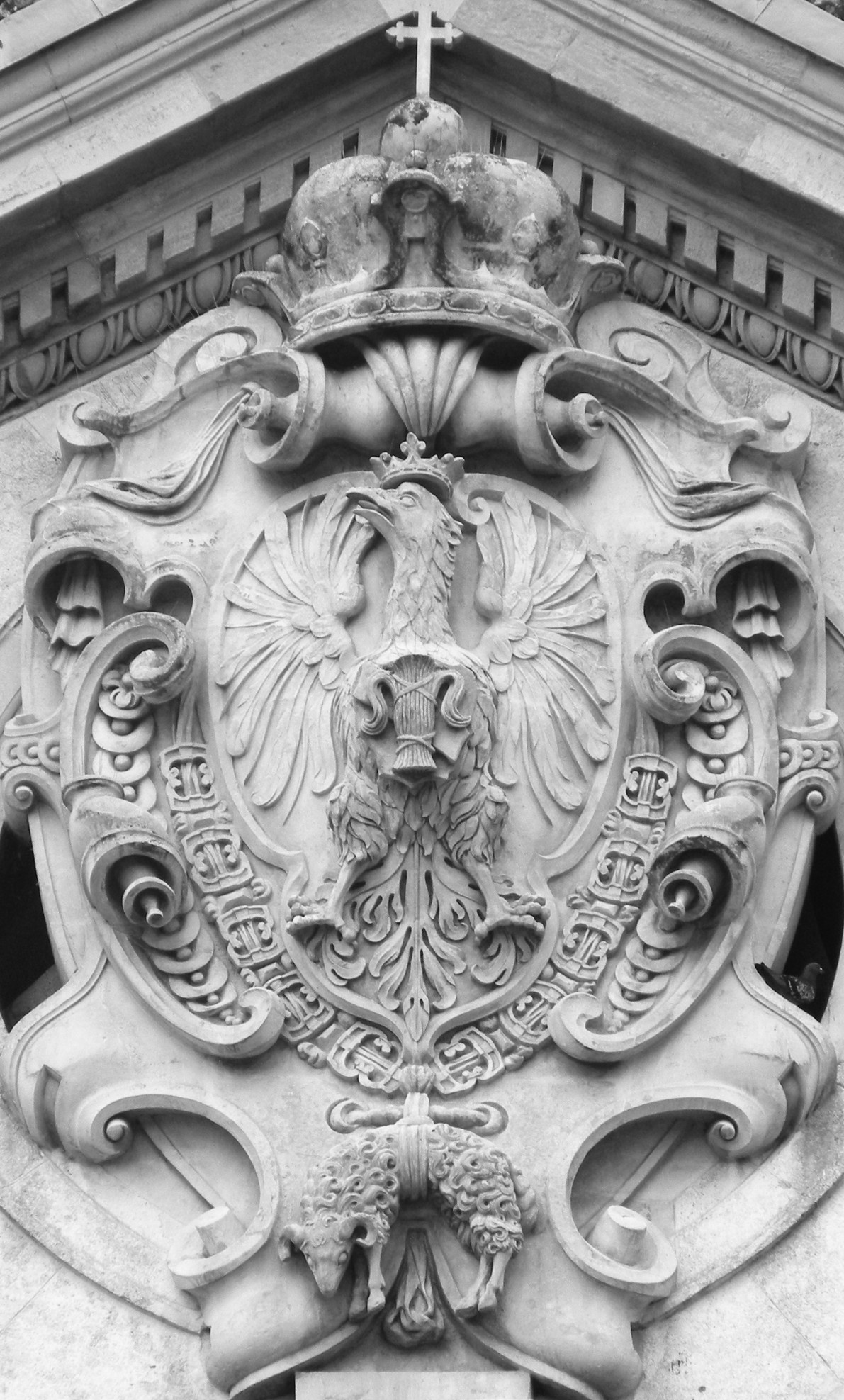
Kartusz herbowy z Orłem Białym i Herbem Wazów w polu sercowym na fasadzie Kościoła Świętych Apostołów Piotra i Pawła w Krakowie

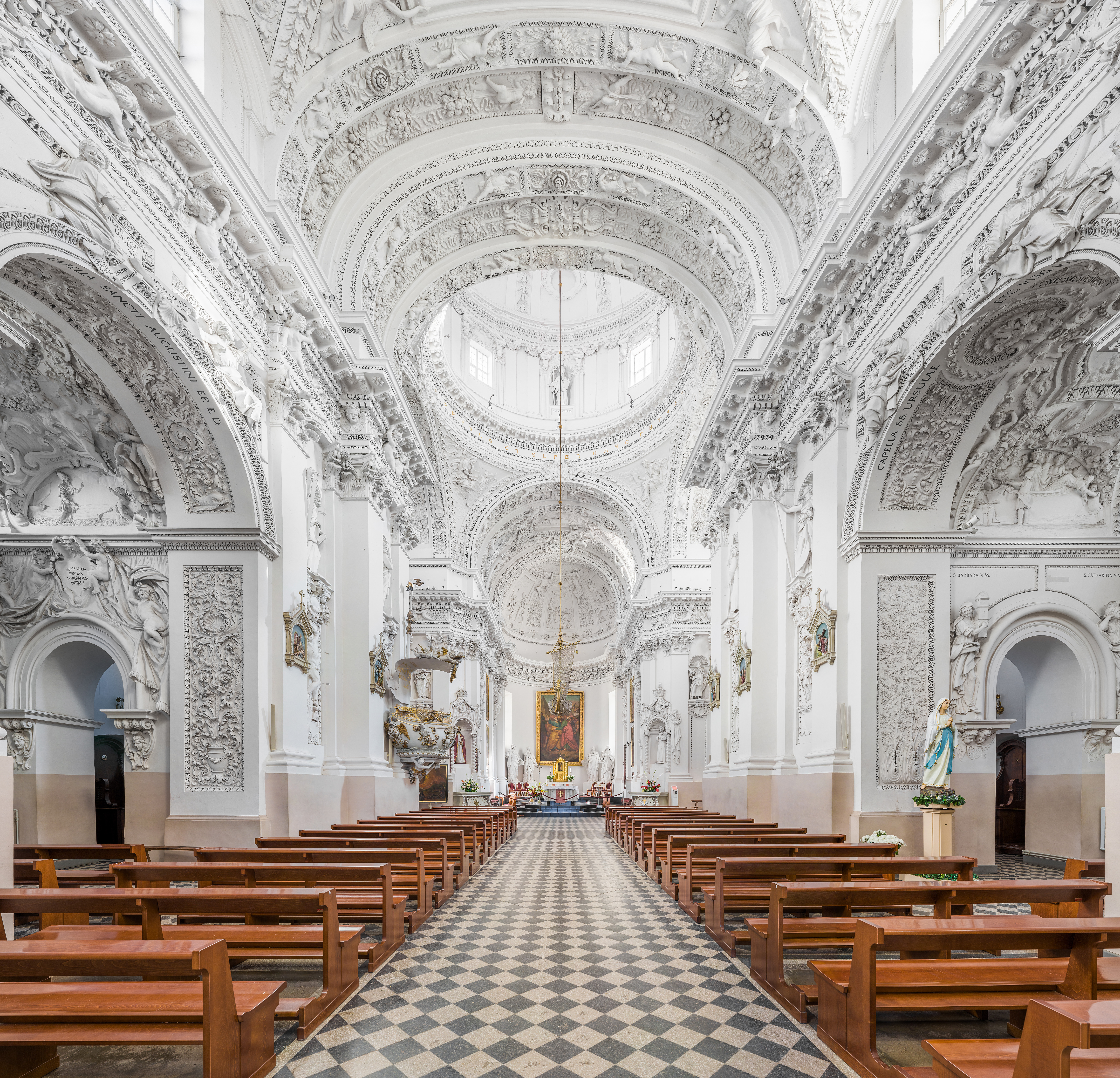
Kościół św. Piotra i Pawła na Antokolu w Wilnie

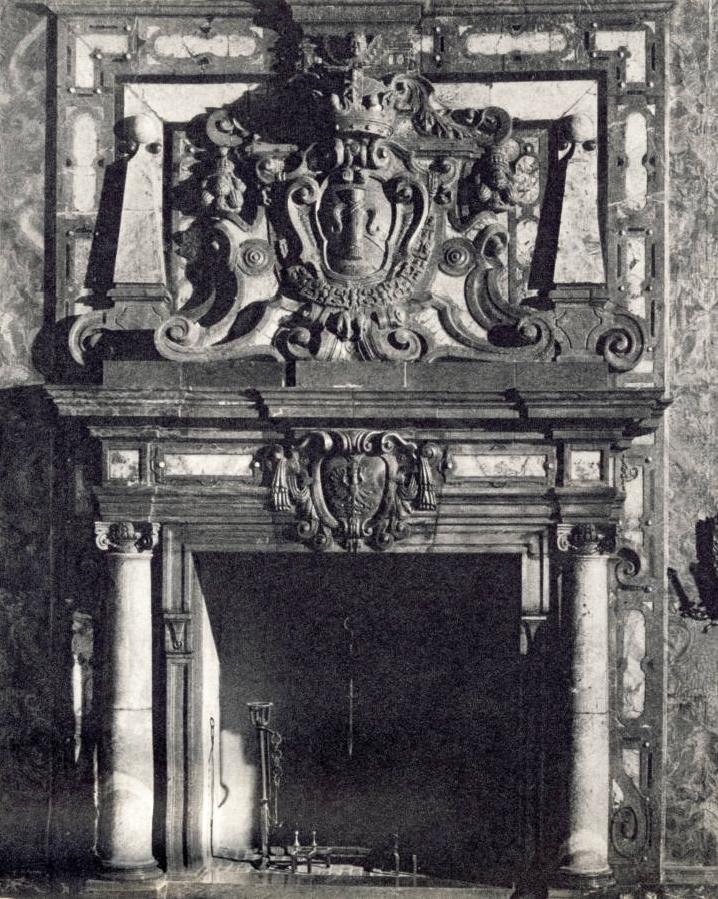
Sala pod Ptakami na Wawelu – barokowy kominek po 1596 r.

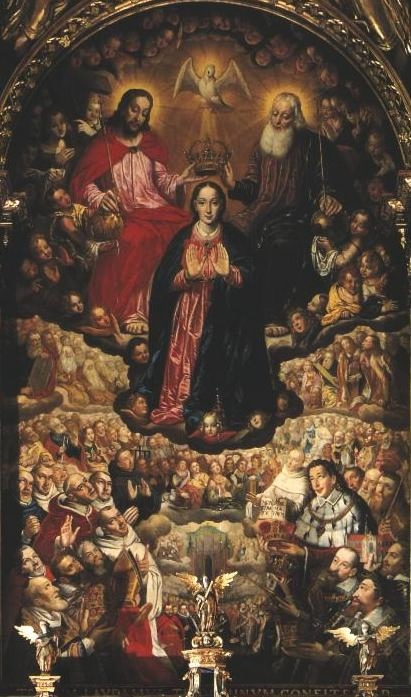
Koronacja NMP, obraz pędzla Hermana Hana z 1623–1624 roku w bazylice katedralnej Wniebowzięcia Najświętszej Maryi Panny w Pelplinie

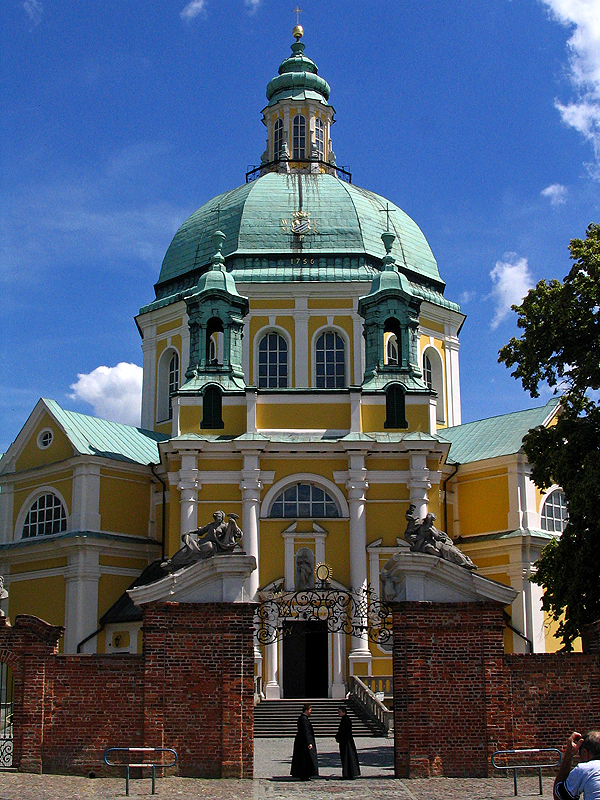
klasztor filipinów w Głogówku koło Gostynia

Sztuka barokowa w Polsce – występowanie cech stylistycznych baroku w sztuce polskiej na terenach Rzeczypospolitej Obojga Narodów od końca XVI do połowy XVIII wieku.
Wiek XVII w dziejach sztuki polskiej  był okresem bardzo złożonym, a w rezultacie przejściowym, poprzedzającym supremację dojrzałego baroku. Miało miejsce współistnienie, a niekiedy symbioza różnych, czasami przeciwstawnych kierunków artystycznych. Do ok. roku 1640 nurtem przewodnim był manieryzm proweniencji włoskiej oraz niderlandzkiej. Jednocześnie obok manieryzmu występuje wczesny barok w redakcji rzymskiej. Oprócz tych stylów  istniał jeszcze tradycjonalizm renesansowy. Polskie malarstwo cechowe nie było już malarstwem średniowiecznym, ale tworzyło wyraźnie ,,na kanwie” gotyckiej. Poza tendencjami nowatorskimi występował także konserwatyzm; recepcja sztuki weneckiej, rzymskiej czy bolońskiej przeplatała się z oddziaływaniem sztuki flamandzkiej i holenderskiej, a wszystkie te importy na ogół nie były przyjmowane dosłownie, lecz przetwarzane na sposób własny, „rodzimy”.
W Polsce barok pojawił się na przełomie XVI i XVII wieku. Był to okres panowania pierwszych królów elekcyjnych i kontrreformacji. Czas prowadzenia długoletnich wojen z sąsiadującymi państwami (Szwecją, Rosją, Turcją) oraz niepokojów wewnętrznych (powstania kozackie: Kosińskiego, Nalewajki, Chmielnickiego). Lata, podczas których rozegrano wiele bitew odnosząc wspaniałe zwycięstwa i pamiętne porażki. Okres, w którym największy rozgłos uzyskiwali dowodzący wojskami hetmani. Osobowości powszechnie znane i urastające do miana bohaterów narodowych. Były to lata niespokojne, które przyniosły Polsce zniszczenia wojenne i chwile ożywienia, odbudowy. Specyficznym elementem polskiej sztuki okresu baroku był sarmatyzm.
Czas trwania baroku, od jego początków, w których współistniał z okresem późnego renesansu po okres końcowy, w którym jeszcze się pojawia pomimo rozwijającej się sztuki klasycyzmu, to lata obejmujące historię Polski od czasów jej świetności do chwil poprzedzających rozbiory.
Prekursorami nowego kierunku byli artyści włoscy pracujący na zlecenie dworu królewskiego i arystokracji związanych z działalnością zakonu jezuitów. W drugiej połowie XVII wieku sztuka barokowa upowszechnia się i stosowana jest w dziełach wychodzących z warsztatów rodzimych artystów i rzemieślników. Pod mecenatem dworu królewskiego, arystokracji i Kościoła rozwijał się tzw. nurt dworsko-kościelny a na zlecenie szerszych kręgów szlacheckich nurt sarmacki.
Etapy baroku okresy pokrywające się z czasem panowania władców:
- z dynastii Wazów, nazywany stylem Wazów, barok wzorowany na twórczości Berniniego
- okres panowania Jana III Sobieskiego, w którym barok stał się stylem dominującym; oprócz wzorów włoskich widoczna jest odmiana baroku klasycyzującego
- czas panowania władców saskich, okres późnego baroku, w którym dominują wzory włoskie i rokoko francuskie i drezdeńskie.

## Architektura

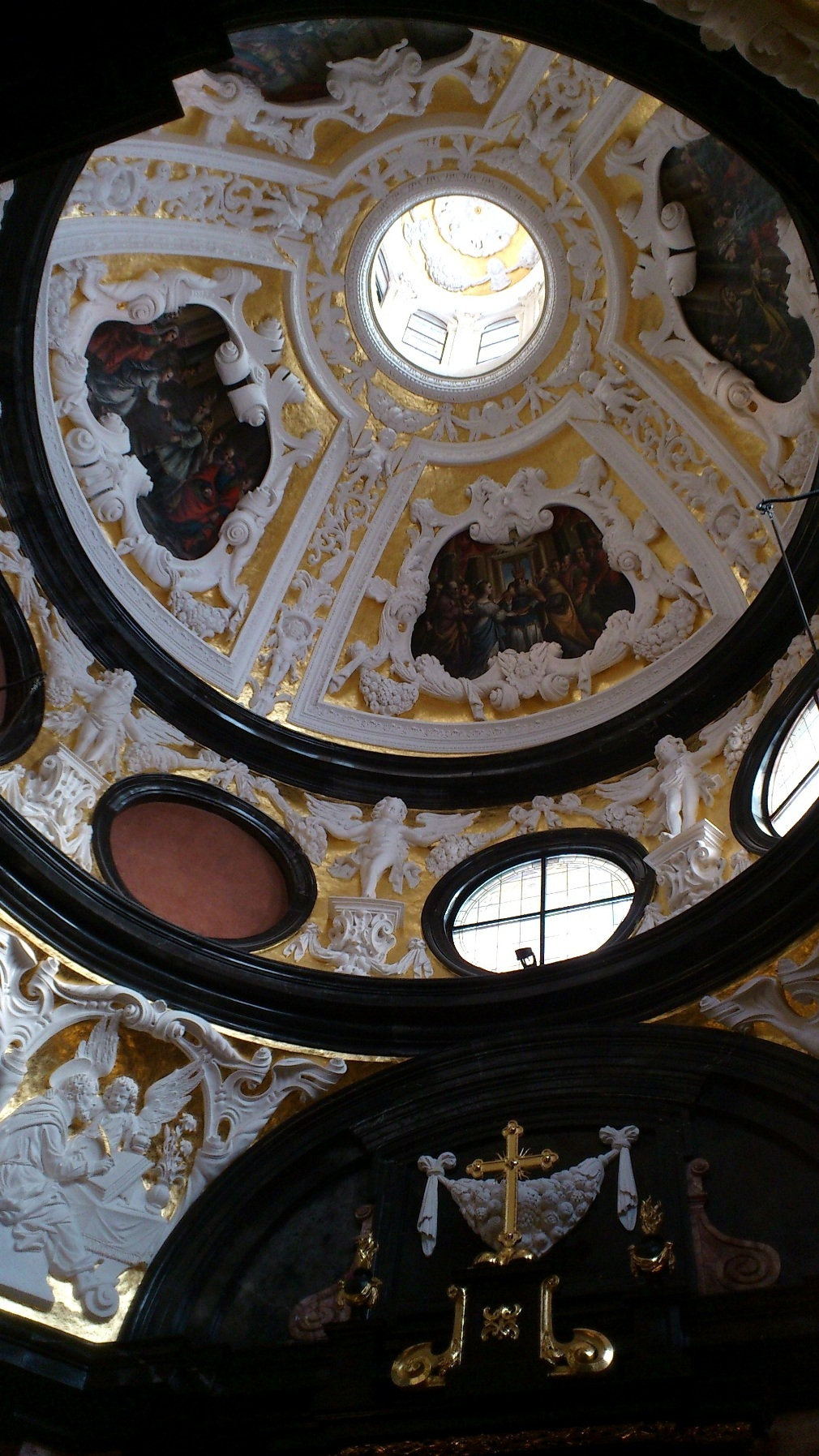
Kopuła Kaplicy Wazów na Wawelu

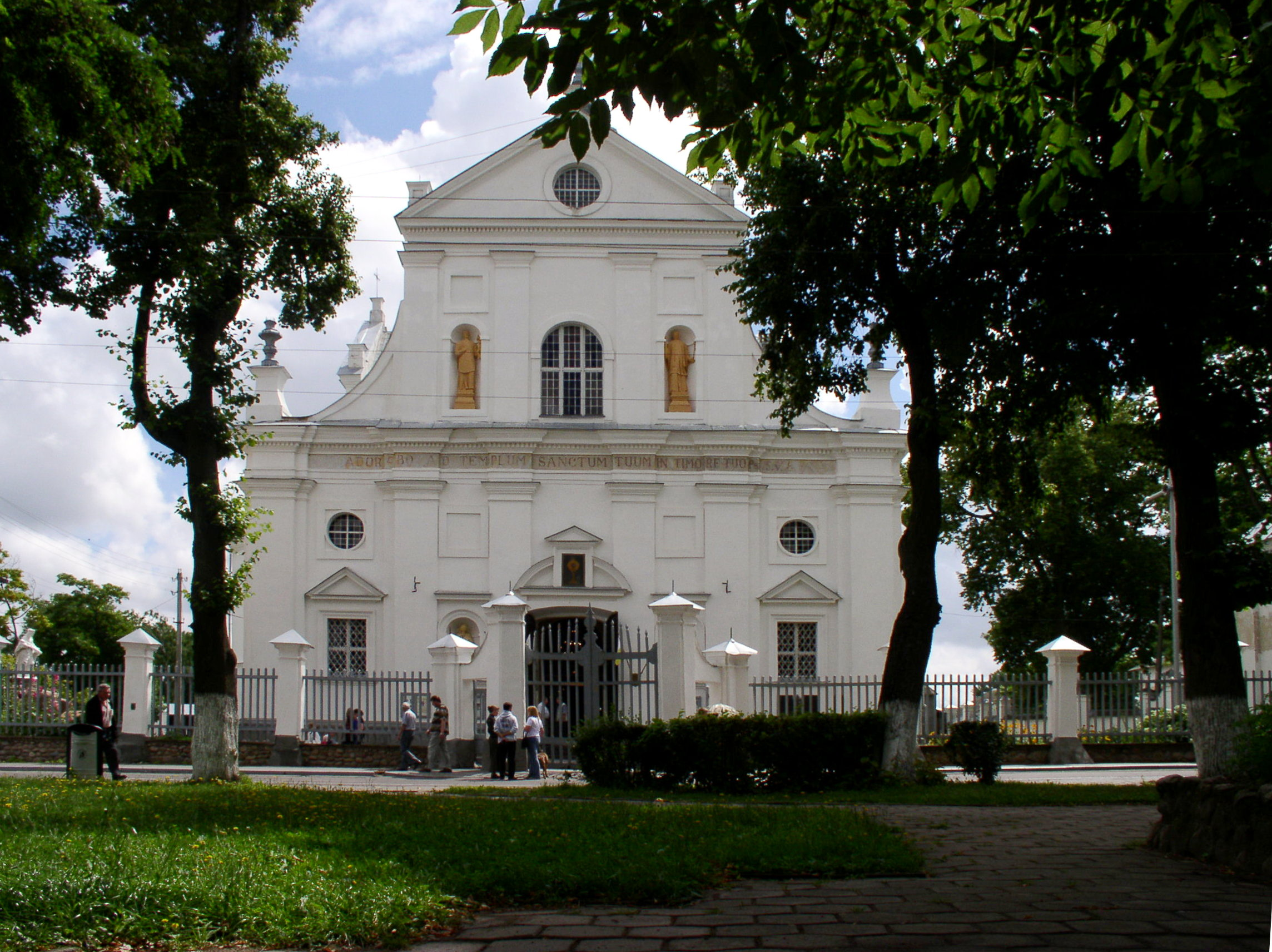
Kościół Jezuitów w Nieświeżu

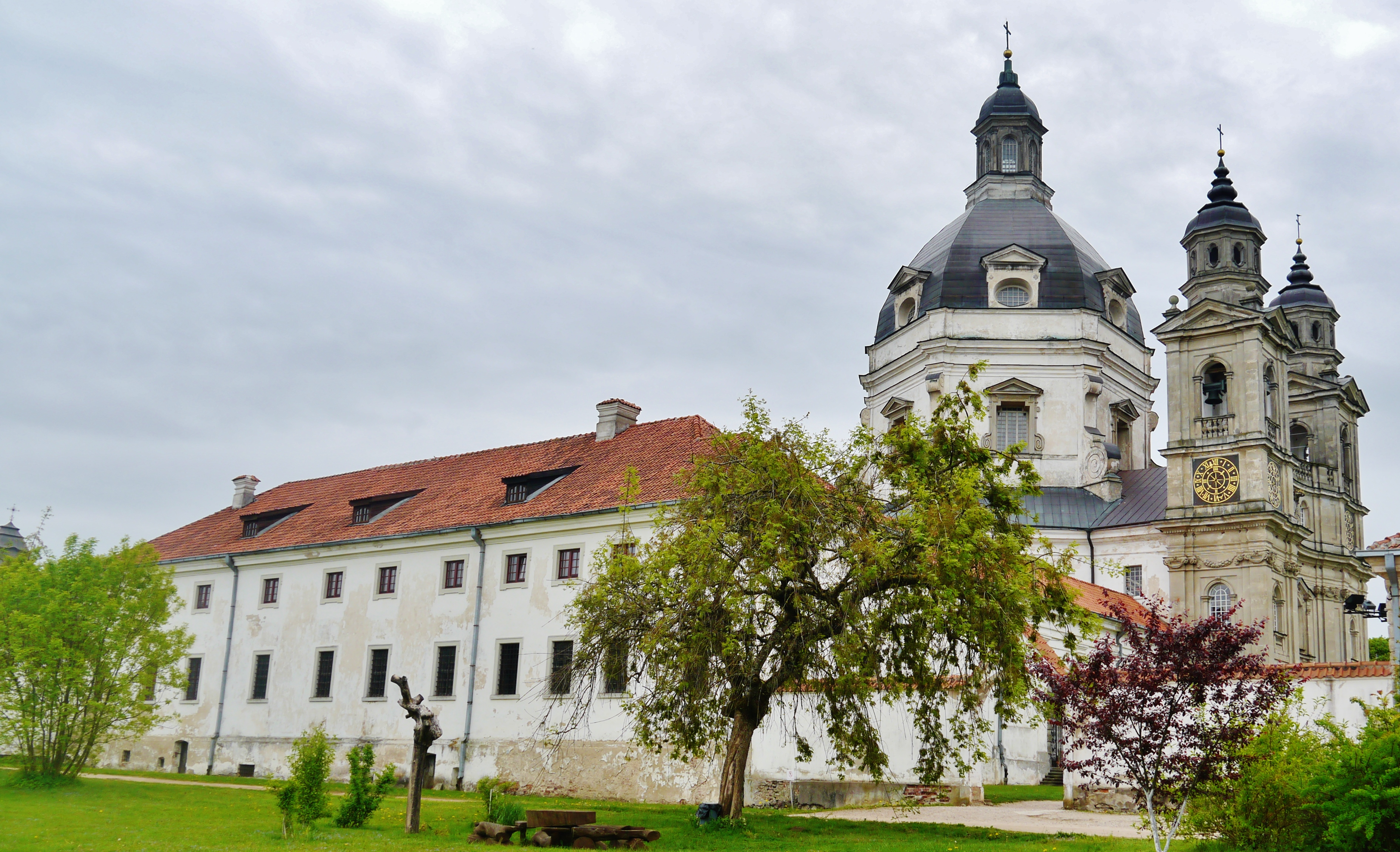
Klasztor kamedułów w Pożajściu

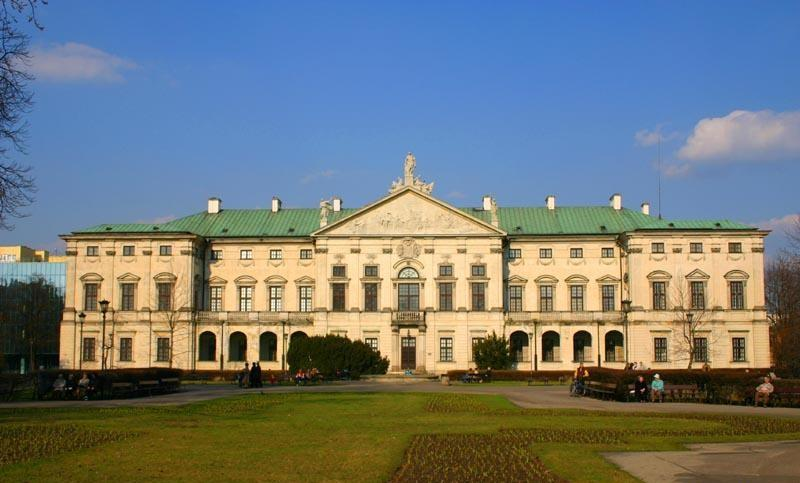
Pałac Krasińskich w Warszawie

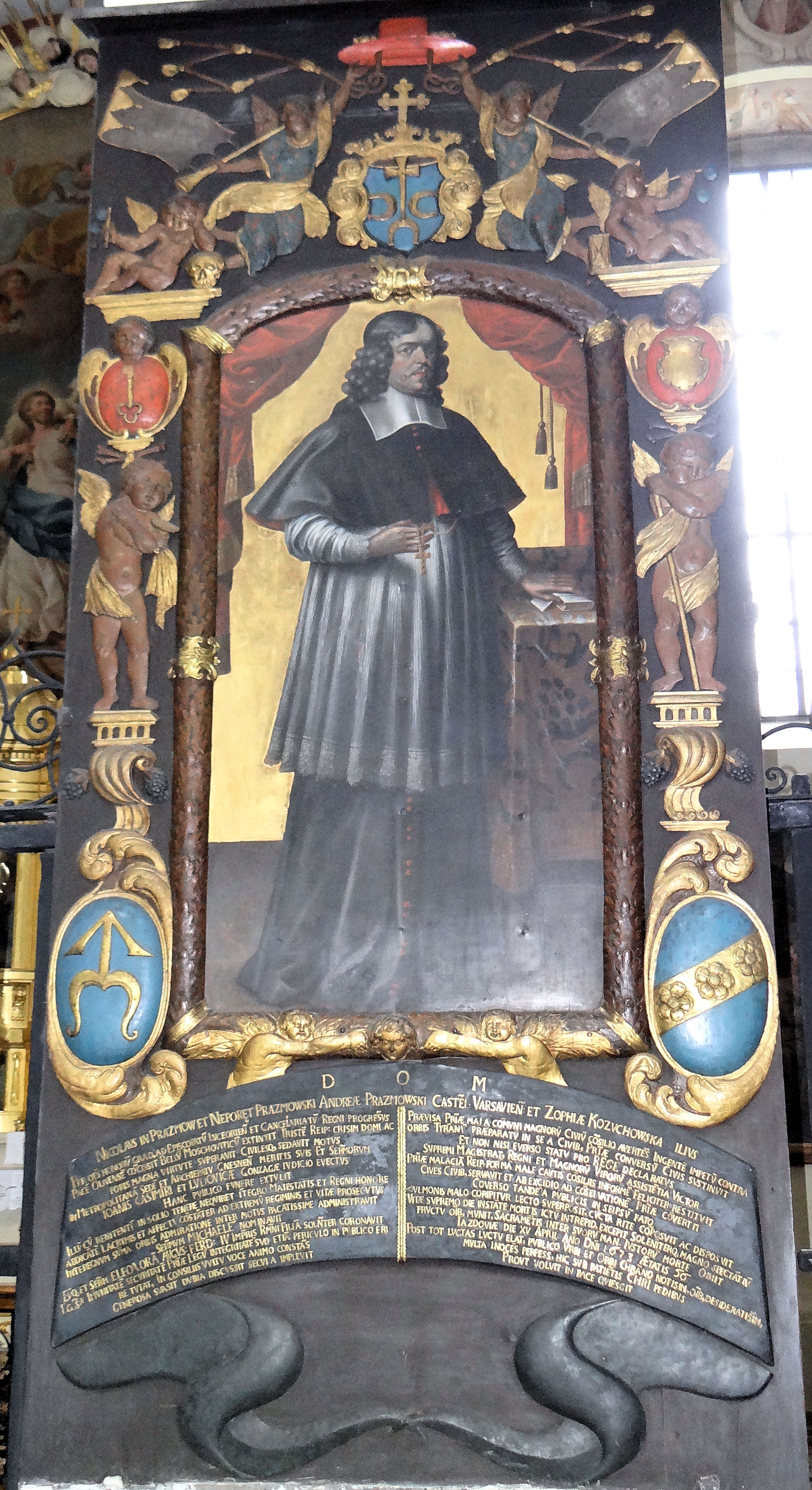
Epitafium prymasa Mikołaja Prażmowskiego w bazylice katedralnej Wniebowzięcia Najświętszej Maryi Panny i św. Mikołaja w Łowiczu

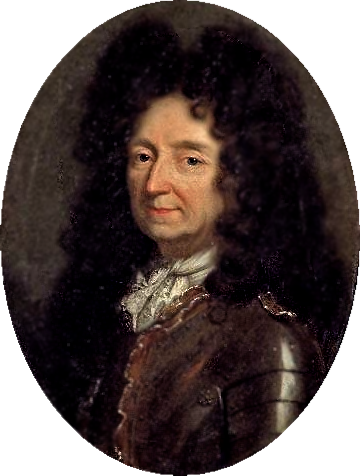
podskarbi wielki koronny Jan Andrzej Morsztyn, jeden z najwybitniejszych poetów polskiego baroku

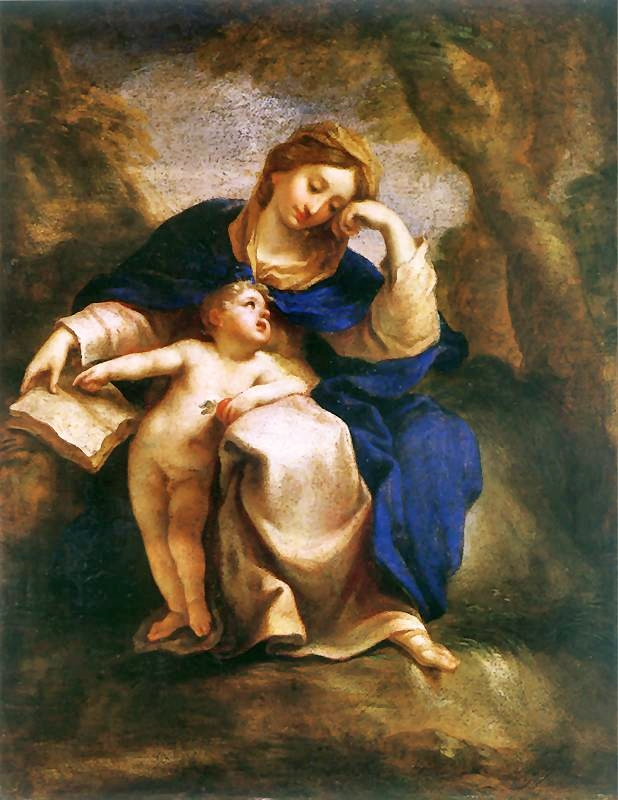
Jerzy Siemiginowski-Eleuter, Matka Boska z Dzieciątkiem, Muzeum Narodowe we Wrocławiu

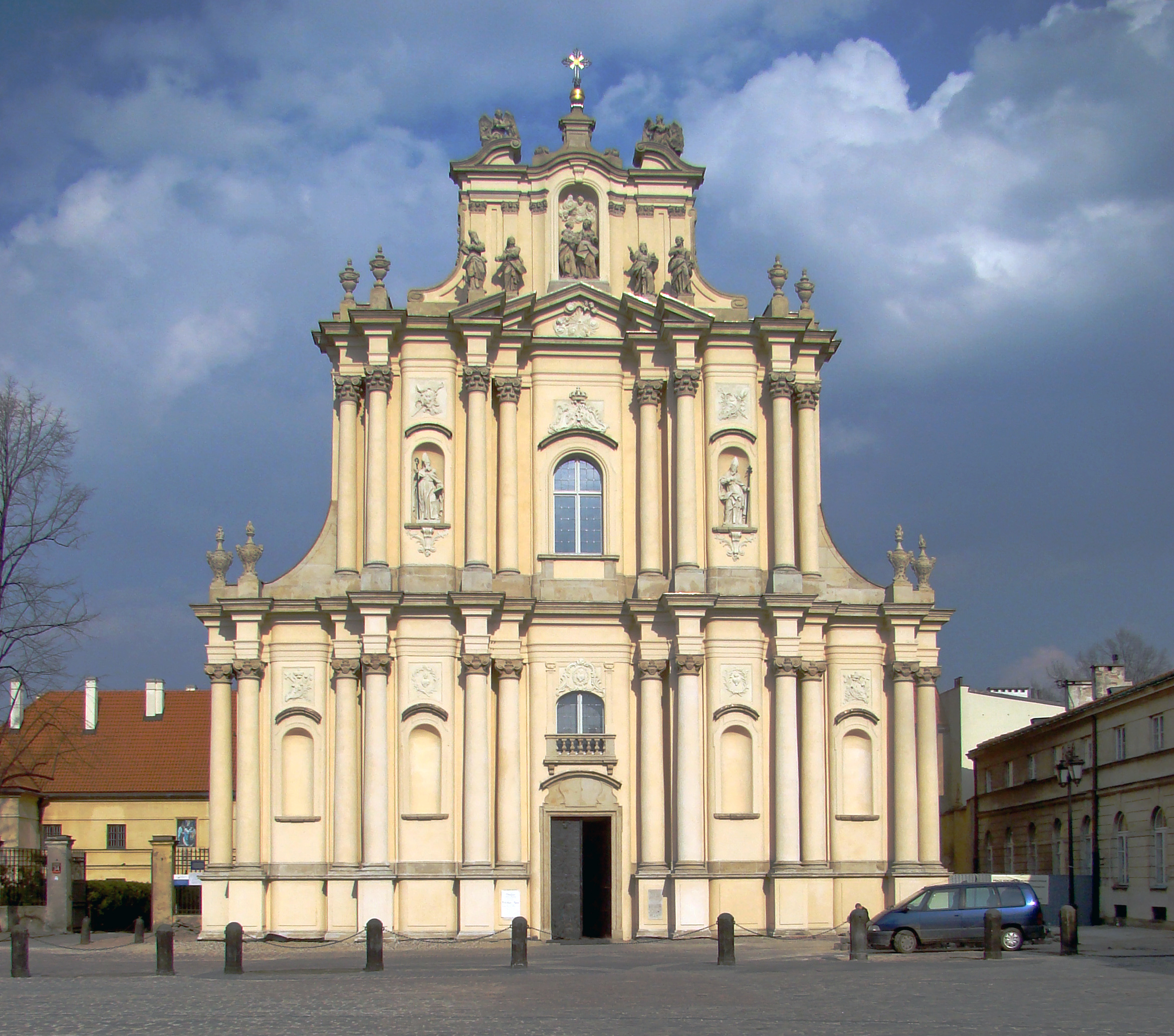
Kościół Wizytek w Warszawie

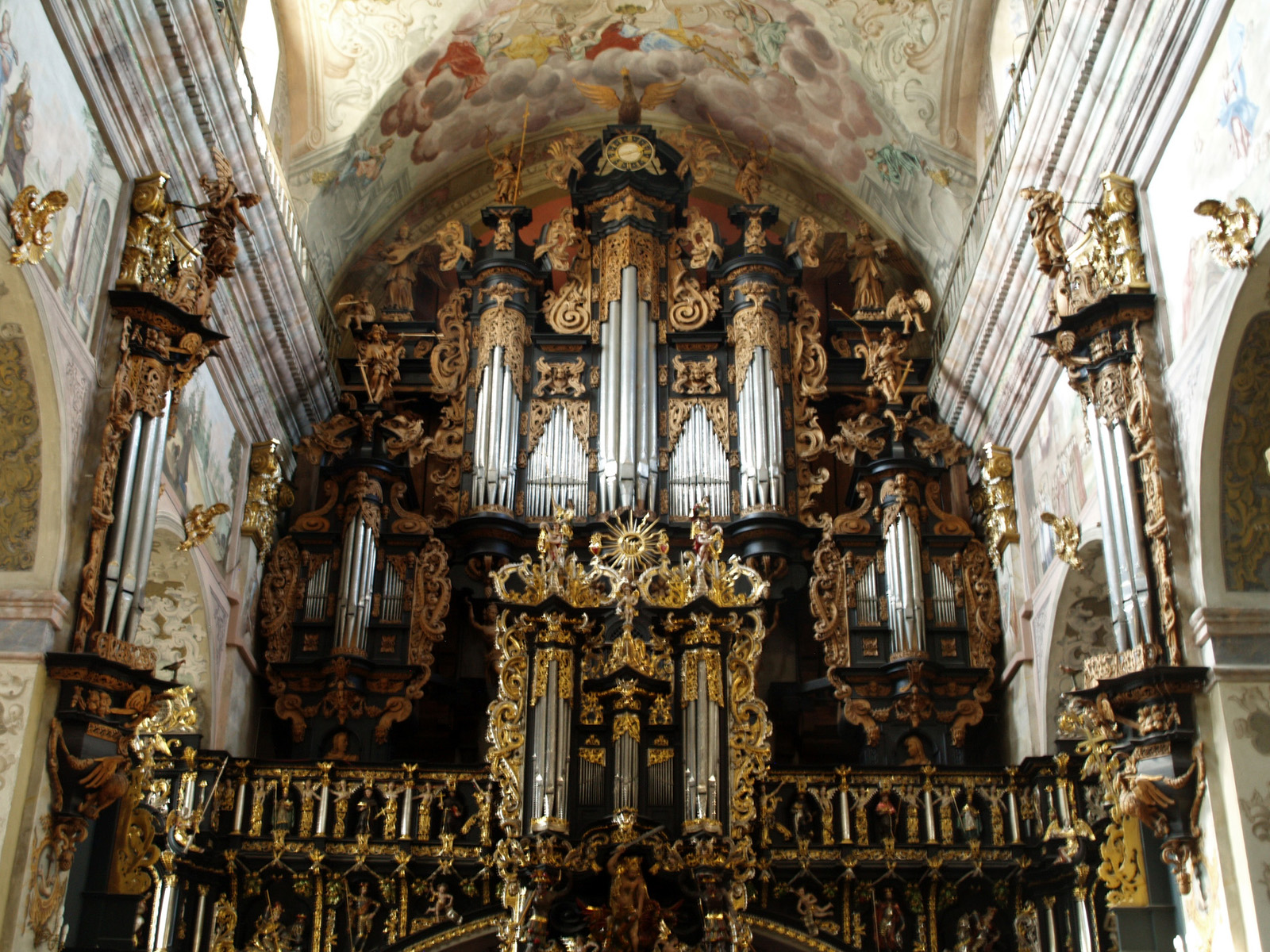
Leżajsk – organy

Wczesny barok pojawił się w Polsce natychmiast po swoich narodzinach we Włoszech, a jego głównym propagatorem był dwór królewski Zygmunta III Wazy i zakon jezuitów. W 1595 roku spaliły się apartamenty prywatne króla w skrzydle północnym Zamku w Wawelu, a ich odbudowa podjęta zaraz po tej dacie, dokonana została w stylu barokowym. Prowadzili ją Giovanni Trevano i Tomasz Dolabella. Największy rozwój rzeźbiarstwa widoczny jest w niewielkich formach takich jak nagrobki, epitafia, ołtarze, dekoracyjne oprawy kominków, portali. Na tym tle wyróżnia się Kolumna Zygmunta – pomnik Zygmunta III zaprojektowany przez Constantino Tencallę i Augustyna Locciego. Postać króla wyrzeźbił Clemente Molli a z brązu odlał ją Daniel Tym.
Za pierwsze przejawy architektury barokowej na terenach Rzeczypospolitej można uznać wzniesiony na polecenie marszałka wielkiego litewskiego Mikołaja Krzysztofa Radziwiłła w Nieświeżu kościół jezuicki pw. Bożego Ciała (zbud. 1587–1603). Kościół Jezuitów zawierał nowatorskie rozwiązanie: była to pierwsza bazylika przykryta kopułą i posiadająca barokową fasadę. Fundacja Radziwiłła rozpoczyna epokę baroku nie tylko w Polsce, ale w całej Europie Wschodniej. Kolejnym wczesnym przykładem była budowa kościoła jezuitów w Lublinie (1586), Kaliszu (1588), oraz rozbudowa Zamku Królewskiego w Warszawie podjęta już w stylu baroku rzymskiego po 1598 roku.

### Najważniejsze budowle
Początek XVII w. to okres rozpowszechnienia baroku w Rzeczypospolitej. Powstało wtedy wiele budowli, najważniejsze z nich to:
- kaplica Wazów w katedrze wawelskiej
- kościół św. Piotra i Pawła w Wilnie
- kościół św. Anny w Krakowie
- kościół Wizytek w Krakowie
- kościół Imienia Jezus we Wrocławiu (kościół uniwersytecki pw. Najświętszego Imienia Jezus)
- kaplica św. Kazimierza w katedrze wileńskiej
- kościół św. Kazimierza w Wilnie
- klasztor w Pożajściu (Kowno)
- kościół Dominikanów we Lwowie
- sobór św. Jura we Lwowie
- kościół Jezuitów w Poznaniu
- bazylika katedralna św. Franciszka Ksawerego w Grodnie
- bazylika Wniebowzięcia Najświętszej Maryi Panny w Krzeszowie
- kaplica Królewska w Gdańsku
- kościół w Świętej Lipce
- pałac w Wilanowie
- kościół Wizytek w Warszawie
- kościół św. Antoniego z Padwy na Czerniakowie

Przed drugą wojną światową w Warszawie znajdowało się wiele barokowych pałaców i kamienic. Ocalały tylko niektóre, większość wymagała odbudowy lub wręcz rekonstrukcji:
- pałac Krasińskich
- pałac Sapiehów na Nowym Mieście
- pałac Czapskich

### Architekci barokowi działający w Polsce
- Andrea dell’Aqua
- Jan Bay
- Karol Bay
- Kacper Bażanka
- Józef Szymon Bellotti
- Jan Maria Bernardoni
- Krzysztof Bonadura Młodszy
- Krzysztof Bonadura Starszy
- Józef Britius
- Andrea Castelli
- Antonio Castelli
- Matteo Castelli
- Andrzej Catenazzi
- Jan Catenazzi
- Jerzy Catenazzi
- Jan Baptysta Gisleni
- Pompeo Ferrari
- Jakub Fontana
- Jan Fontana
- Paweł Fontana
- Johann Georg Knoll
- Jan Krzysztof Glaubitz
- Jan Koński
- Augustyn Wincenty Locci
- Krzysztof Mieroszewski
- Pietro Perti
- Franciszek Placidi
- Tomasz Poncino
- Matthäus Daniel Pöppelmann
- Wawrzyniec Senes
- Franciszek Solari
- Konstantyn Tencalla
- Giovanni Trevano
- Tylman z Gameren
- Bartłomiej Nataniel Wąsowski
- Jan Zaor

### Barok wileński
Na Wileńszczyźnie i w Inflantach polskich wyewoluowała swoista odmiana baroku zwana „barokiem wileńskim”. Jednym z jej przedstawicieli był Jan Krzysztof Glaubitz.

## Rzeźba
W pierwszej połowie XVII wieku rozpowszechniła się moda na czarny marmur wydobywany w Dębniku (tzw. marmur dębnicki). Używano go do wystroju wnętrz kościołów i kaplic, zwłaszcza grobowych. W czarnym marmurze wykonano dekoracje kaplicy Wazów i Zbarskich. Najbardziej znane były nagrobki. Projektowane między innymi przez Trevanę, Tencallę i Sebastiana Salę, wykonywane w Dębniku albo w Krakowie i wysyłane do wielu miejscowości w Polsce. Nagrobki reprezentujące rzymską odmianę baroku wykonywane były z użyciem dwóch podstawowych materiałów: czarnego marmuru – stanowiącego tło i białego lub żółtego alabastru, używanego do wykonania dekoracji rzeźbiarskich. Postać zmarłego (z jasnego materiału) przedstawiona w pozycji klęczącej przed krzyżem lub zwrócona w kierunku ołtarza często otrzymywała obudowę architektoniczną z kolumnami, przerwanymi gzymsami. Niektóre obudowy upodabniały nagrobki do ołtarzy lub, w bardziej rozbudowanych formach, do fasad kościołów. Tak przedstawieni zostali biskupi: Andrzej Trzebicki i Piotr Tylicki na nagrobkach w katedrze wawelskiej, czy wojewoda Piotr Opaliński na nagrobku w Sierakowie. W połowie XVII wieku rzeźba ewoluuje w kierunku form bardziej dynamicznych i ekspresyjnych inspirowanych twórczością Berniniego i Alessandra Algardiego. Nagrobki przyścienne coraz częściej przyjmują formę popiersia umieszczonego w niszy o bogatej oprawie architektonicznej. W Polsce tworzą w tym okresie architekt Giovanni Battista Gisleni i rzeźbiarz Giovanni Francesco Rossi. Gisleni projektował oprawy nagrobków, scenografie teatralne i ołtarze. Portretowe dzieła Rossiego charakteryzowała duża dbałość o detal i przedstawienie osoby w ruchu z wiernym oddaniem chwilowego stanu emocji. Do najbardziej znanych jego dzieł tych artystów należą nagrobek biskupa Piotra Gembickiego w katedrze wawelskiej oraz nagrobek Jerzego Tyszkiewicza w katedrze wileńskiej. Podobny typ rozwiązania (popiersie w niszy przyściennej, ale ze znacznie bogatszą oprawą) reprezentuje przyścienny nagrobek biskupa Andrzeja Trzebnickiego w kościele św. Św. Piotra i Pawła w Krakowie. Wiek XVIII przynosi modę na nagrobki bez oprawy architektonicznej, z formie medalionu z rzeźbiarskim lub malarskim portretem zmarłego umieszczanym w dłoniach putta lub innej postaci alegorycznej. Kompozycję figuralną uzupełniają elementy dekoracyjne w formie tumb, panoplii, cokołów i obelisków. Tak zostały skomponowane nagrobki małżeńskie Michała Korybuta i Eleonory, Jana III Sobieskiego i Marysieńki w katedrze wawelskiej, dzieła Franciszka Placidiego.
Do dzieł rzeźbiarskich należą także prace sztukatorskie, integralnie związane z architekturą. Wykonywane w stiuku dekoracyjne kompozycje linearne na obramowaniach, belkowaniu, gzymsach oraz wypełniające pola sklepień, płycin składały się rzeźbionych z muszli, festonów, kartuszy i rozet. W stiuku wykonywano także dekoracje figuralne zdobiące przede wszystkim wnętrza kościołów i kaplic. W tematyce dominowały sceny z poszczególnych etapów życia aż do śmierci. W kaplicy grobowej Oleśnickich w kościele św. Trójcy w Tarłowie nieznany artysta uwiecznił tzw. taniec śmierci. Postacie różnych stanów w rozmowie ze śmiercią oddają realia stroju i obyczaju epoki. Najbardziej znanym z nazwiska dekoratorem tego okresu był Giovanni Battista Falconi, rzeźbiarz królewski, twórca dekoracji w kościele św. Św. Piotra i Pawła w Krakowie, kaplicy Przemienienia Pańskiego w katedrze w Zamościu, kaplicy Lubomirskich w kościele w Niepołomicach, kaplicy św. Krzyża w dominikańskim kościele w Lublinie a także niektórych sal w pałacach w Baranowie Sandomierskim (stiuki na sklepieniu w gabinecie w baszcie północno-wschodniej) i Nowym Wiśniczu. Rzeźbę figuralną reprezentują prace Baltazara Fontany (wystrój wnętrza kościoła św. Anny w Krakowie), Giovanniego Francesco Rossi, Giovanniego Trevano (rozwiązanie fasady kościoła Świętych Apostołów Piotra i Pawła, konfesja nad grobem św. Stanisława w katedrze wawelskiej). Do wybitnych rzeźbiarzy należał, współpracujący z Tylmanem, Andrzej Schlüter (dekoracje pałacu w Wilanowie, nagrobki rodziny Sobieskich w farze w Żółkwi, krucyfiks kościoła w Węgrowie).
Oprócz stiuków i kamienia do wykonania elementów wyposażenia kościołów używano drewna. Najwspanialsze przykłady prac snycerskich to monumentalne, bogato zdobione polichromią i złoceniami ołtarze i prospekty organowe, stalle i ambony. Wspaniałe oprawy organowe znajdują się m.in. w: bazylice w Leżajsku, w farze w Kazimierzu Dolnym, katedrze Oliwskiej, w katedrze w Kamieniu Pomorskim. Późnobarokowa ambona w kształcie łodzi oraz bogato rzeźbione stalle znajdują się w kościele Bożego Ciała w Krakowie. Ambony w kształcie okrętu zachowały się także w kościołach św. Teresy (Karmelitów) w Przemyślu i św. Andrzeja w Krakowie (Klarysek). Barokowe stalle można oglądać także w katedrze we Włocławku, kościołach św. Antoniego Padewskiego w Poznaniu i kościele parafialnym NMP w Żaganiu. To tylko kilka z wielu przykładów zabytków barokowych znajdujących się we wnętrzach kościołów w Polsce.
Wśród artystów rzeźbiących w drewnie wyróżniają się nazwiska Jerzego Hankisza (postacie świętych w ołtarzu kościoła Karmelitów Trzewiczkowych na Piasku w Krakowie), Antoni Frączkiewicz (rzeźby w ołtarzu katedry kieleckiej), Jan Jerzy Plersch (rokokowa ambona w kształcie łodzi w kościele Wizytek w Warszawie), Antoni Osiński (rokokowe rzeźby np. „Ecce Homo” w kaplicy św. Dominika w kościele św. Jacka w Warszawie, posągi św. Tomasza i św. Augustyna w Leżajsku), Piotr Kornecki (rokokowe ołtarze kościoła św. Mikołaja w Bochni).
W Gdańsku działał w XVIII wieku Johann Heinrich Meissner, twórca rzeźby kamiennej i drewnianej. Spod jego dłuta wyszła dekoracja małych organów w kościele św. Jana (częściowo zachowana), wielkich organów w kościele Mariackim (zachowana w większej części), a także zaginiona ambona z tegoż kościoła.

## Malarstwo – sztuka barokowa w Polsce
W malarstwie XVII wieku dominowała tematyka religijna o charakterze dydaktyczno-moralizatorskim. Pomimo wielu ograniczeń wprowadzonych przez kontrreformację, malarze treści religijne przedstawiali w realiach współczesnego im świata, wielokrotnie portretując żyjące jeszcze osoby. Oprócz dzieł sakralnych powstawały obrazy alegoryczne. Typową dla baroku tematyką były przedstawienia tańca śmierci, symbolizujące naukę o ulotności życia, umieraniu, wskrzeszeniu zmarłych i zrównaniu wszystkich stanów. W połowie XVII wieku, pod wpływem sztuki Rembrandta, powstają dzieła o znacznie intensywniejszych barwach i kompozycji podkreślonej światłocieniem. Do najwybitniejszych postaci tego okresu należał Daniel Schultz, portrecista królewski. Do malarstwa portretowego należą także, specyficzne dla sztuki polskiej, portrety trumienne. Ich powstanie wiąże się z sarmackim układem obyczajów pogrzebowych. Wykonywane zazwyczaj w technice olejowej, na blasze dopasowanej do przekroju trumny, przedstawiały twarz zmarłego. Portrety trumienne malowane były najczęściej przez malarzy cechowych. Część z nich została zachowana w kościołach czy kryptach.
W okresie baroku, oprócz obrazów o tematyce religijnej, portretów królewskich, arystokracji i patrycjuszów, powstawały dzieła historyczne o silnych, polskich akcentach. Pod koniec XVIII wieku rozwinęło się malarstwo iluzjonistyczne sakralne i świeckie.
Do malarzy działających w Polsce, w okresie baroku należeli:
- Tomasz Dolabella, malarz Zygmunta III Wazy, jeden z pierwszych przedstawicieli baroku, twórca dzieł o tematyce religijnej i historycznej,
- Franciszek Lekszycki, twórca wielu obrazów o tematyce religijnych dla świątyń Bernardynów,
- Krzysztof Boguszewski, działał w Wielkopolsce, jego obrazy Niebieskie Jeruzalem, św. Marcin z Tours znajdują się w poznańskiej katedrze,
- Herman Han, dzieła na zamówienie kościołów cysterskich w Oliwie i Pelplinie (Pokłon pasterzy, Koronacja NMP w ołtarzu głównym)
- Daniel Schultz, nadworny portrecista Jana Kazimierza i jego następców, mistrz w oddaniu nastroju i emocji przedstawianych postaci,
- Andrzej Stech, portrecista gdańskiego patrycjatu, dbający o kompozycję dzieła i precyzyjne oddanie szczegółów stroju i rekwizytów,
- Bartłomiej Strobel, malarz na dworze Władysława IV
- Jan Tretko, malarz portretów dostojników duchownych i świeckich
- Jerzy Siemiginowski-Eleuter, malarz Jana III, ozdobił freskami pałac w Wilanowie, jego dziełem jest obraz w ołtarzu kościoła św. Anny w Krakowie,
- Marcin Altomonte, autor cyklu obrazów batalistycznych i o tematyce religijnej,
- Daniel Frecher, przypisywany jest jemu portret biskupa Andrzeja Trzebnickiego, chociaż dzieło to mógł namalować Daniel Schultz,
- Michał Anioł Palloni, malarz iluzjonista, zdobił kaplicę św. Kazimierza w Wilnie i pałac w Wilanowie,
- Claude Callot, dekoracje w Wilanowie (alegoria Jutrzenki) i we Wrocławiu,
- Alexandre-François Desportes, portrety rodziny Jana III Sobieskiego
- Karol Dankwart, autor polichromii w kościele św. Anny w Krakowie
- Michael Willmann, jego dziełem są polichromie w Lubiążu i Krzeszowie
- Jerzy Wilhelm Neunhertz, polichromie w Krzeszowie
- Felix Anton Scheffler, działał na Dolnym Śląsku, polichromie m.in. w Krzeszowie, Kłodzku.

## Sztuka sarmacka
W okresie baroku upowszechnił się mit o pochodzeniu polskiej szlachty od starożytnych Sarmatów. Tak wywodzone pochodzenie szlachty, powszechne przekonanie o odziedziczeniu po przodkach wielu pozytywnych cech takich jak męstwo, patriotyzm, uczciwość, umiłowanie wolności i manifestowana religijność dały podstawy do ukształtowania i utrwalenia zjawiska nazwanego sarmatyzmem.
Rzeczywistość jednak znacznie odbiegała od tych przekonań. Szkolnictwo, mimo upowszechnienia, reprezentowało dość niski poziom nauczania. Gościnność charakteryzująca się powszechnym umiłowaniem jadła i alkoholu zazwyczaj przeradzała się w obżarstwo i opilstwo. Wolność kojarzono przede wszystkim z obroną uzyskanych przywilejów a męstwo z opiewaniem chwały wcześniejszych zwycięstw. Coraz bardziej powierzchownej religijności towarzyszył brak tolerancji.
Z sarmatyzmem związany jest specyficzny model zachowań obyczajowych. Pod jego wpływem ukształtował się wizerunek rycerza-patrioty, który po zmaganiach wojennych zamieniał się w dobrodusznego ziemianina hołdującego tradycjom, ceniącego życie rodzinne i zabawy towarzyskie w gronie sąsiadów. Bogactwo przeżyć i chęć dzielenia się nimi zaowocowała spuścizną pamiętnikarską. Przedstawicielami nurtu sarmackiego w literaturze są Jan Chryzostom Pasek i Wacław Potocki. Upowszechniła się moda na portrety zamawiane zazwyczaj u miejscowych twórców cechowych. Olejne podobizny na płótnie pojawiły się już pod koniec XVI wieku. To realistyczne malarstwo, początkowo linearne, pod koniec XVII wieku nabrało cech bardziej barokowych. Swoistą odmianą portretu sarmackiego były portrety trumienne. Hołdowanie tradycji widoczne jest także w sposobie ubiera. Szlachcic – Sarmata kojarzy się z wizerunkiem wąsatego człowieka w żupanie, na który zakładał kontusz przepasany pasem, z karabelą u boku i specyficznej fryzurze z podgolonym czubem. Rosnące zapotrzebowanie na elementy stroju, zwłaszcza pasy kontuszowe wpłynęło na rozwój rzemiosła artystycznego. Najbardziej znane persjarnie mieściły się w Słucku, (stąd zwyczajowa nazwa pasy słuckie) Stanisławowie, Nieświeżu, Brodach, Lipkowie. Wpływy Orientu widoczne są także w innych wyrobach rzemieślniczych. Ornamentyka tłoczeń na skórach i wyrobach tkackich (tkaninach i kobiercach), rzędy końskie, elementy uzbrojenia, zwłaszcza bogato zdobione kałkany, wyroby złotnicze obfitują w motywy tureckie i tatarskie.
Z tradycji budownictwa drewnianego wyrasta architektura typowego dworku szlacheckiego – drewnianego lub murowanego, parterowego o osiowym symetrycznym założeniu z narożnymi alkierzami lub ryzalitami i charakterystycznym wejściem w formie ganku ograniczonego kolumnami. W architekturze sakralnej dominowały rozwiązania nawiązujące do form gotyckich z bogatą stiukową dekoracją sklepień kontynuujących formy późnorenesansowe z rejonu Lublina i Kalisza. Wystrój malarski wywodził się z kierunków moralizatorskich, najczęściej stosowanym motywem były tzw. tańce śmierci.